# Зеница (град)
Зеница (изговорⓘ) је град, административно и економско средиште Зеничко-добојског кантона и истоимене јединице локалне самоуправе у Федерацији БиХ (Босна и Херцеговина). Налази се у долини ријеке Босне, око 70 километара сјеверозападно од Сарајева. Град је познат по жељезари и другој тешкој индустрији, али и као значајан универзитетски центар. Према коначним подацима пописа становништва у БиХ 2013, Зеница броји 70.553 становника.
Град Зеница је географски смјештен у срцу Босне. Површина насељеног мјеста је 43,01 км2. Рељеф је долинско-котлински, а надморска висина 310—350 метара. Кроз сам град протичу ријеке Босна, Лашва, Бабина и Кочева. Преовладава умјереноконтинентална клима. Град има 13 насеља.
Урбани дио данашњег града настао је у више фаза, укључујући неолитску, илирску, римски муниципијум Бистуа Нова (2—4. вијек; старо име града) са ранохришћанском двоструком базиликом. Пронађени су трагови античког насеља, а заступљена је била и вила рустика, терма, храм и др. Ново, садашње име града први пут се помиње 1415. године. У Зеници је откопана црква из средњег вијека и фрањевачки самостан Св. Марије. Вријеме самосталности средњовјековне Босне непосредно је везано за Зеницу (Градешина плоча и акт абдикације; Кулиново вријеме; Врандук, сједиште босанских краљева; Јањићи и хиже дида босанских крстјана / богумила; стећци итд.). За вријеме османске владавине (1463—1878), Зеница је постала муслиманска касаба; на самом крају 17. вијека, Зеница је имала 2.000 становника, углавном муслимана; православци и католици се помињу поново од краја 18, а Јевреји у 19. вијеку. Зеница је у највећој мјери изграђена у аустроугарском и југословенском периоду. Број становника се повећавао нагло у 20. вијеку, а од рата до 2013. град је изгубио четвртину популације. Општина Зеница је 2014. године постала Град Зеница.
Град има девет националних споменика. Једно од обиљежја Зенице је фудбалски клуб Челик, као и једна од највиших зграда на Балкану — Ламела. Неки најпознатији Зеничани су Семир Османагић, Анабела Басало, Данис Тановић, Тарик Филиповић, Амар Јашарспахић Гиле, Нихад Фетић Хакала, Младен Крстајић, Дејан Ловрен, Мервана Југић-Салкић и Амел Тука.

## Етимологија
О имену постоји неколико теорија.
Предаја и легенда
Према предаји град је име добио по зјеници ока.
Легенда о имену у вези је с најтужнијим временима средњовјековне босанске државе и хрватског народа на Балкану; пад Босне под Османлије 1463. године. У народу католичких Хрвата остала је легенда да је Зеница добила име по ријечима краљице Катарине Косаче Котроманић, која је одлазећи с Бобовца изговорила сљедеће: „Оста моја з(ј)еница!”
Због положаја у средишту Зеничког поља, град заиста асоцира на зјеницу ока.
Такође се име града може извести из ријечи зенит, јер је град у центру (’зениту’) Босне и Херцеговине односно Босне.

## Географија
Зеница је смјештена у срцу Босне, и то у централном дијелу тока ријеке Босне, по којој земља БиХ носи име. Координате града су 44° 12′ 14″ СГШ и 17° 54′ 28″ ИГД. Налази се просјечно на 310—350 метара изнад нивоа мора.
Површина Зенице је 43,01 км2 (површина Града је 558,5 км2).

### Рељеф и пространство
Рељеф Града Зеница је долинско-котлински. Чини га низ алувијалних заравни, побрђа, планинских превоја и сл. Просјечна надморска висина самог града окруженог брдима износи 310—350 метара; међутим, бројне су и много више коте, као што је на примјер Твртковац — планинарско одредиште Зеничана, чија надморска висина износи 1.304 метра. Зеничка котлина се пружа од кањона ријеке Лашве на југу до Врандучког кањона и Врандучке клисуре на сјеверу — просјечне дужине 35 км и с просјечном надморском висином од 700 метара. Преглед највиших брда и планина дат је у доњој табели.
| Планине и брда   | нм. (м) |
| ---------------- | ------- |
| Твртковац        | 1304    |
| Хум              | 1280    |
| Вепар            | 1083    |
| Лисац            | 1080    |
| Сметови          | 940     |
| Клопачке стијене | 918     |
| Голубак          | 700     |
| Вучијак          | 639     |
| Змајевац         | 638     |
| Воловска глава   | 585     |
| Јањићки врх      | 561     |

Рељефно најнижи предјели смјештени су дуж ријеке Босне. Идући према истоку и западу надморске висине расту; тако сјеверозападна и сјевероисточна подручја Града имају највише надморске висине.

### Воде
Град Зеница карактерише велики број мањих ријека и потока; сви у цјелости припадају сливу ријеке Босне. Подаље од града је језеро.
Ријека Босна је најзначајнији водени ток на подручју Зенице. Извор ријеке Босне је на Илиџи, код Сарајева, а ушће у ријеку Саву код Босанског Шамца; ријека стога има природни ток с југа на сјевер, што иначе није уобичајено али је карактеристично за већи број ријека у БиХ. Од укупно 274 км колико износи укупна дужина ријеке Босне, 47,95 км протиче кроз Град. Дуж ријеке Босне изграђене су саобраћајнице и жељезничка пруга; такође, већина становника је сконцентрисана дуж ријеке Босне.
Осим Босне, у самом граду постоје токови ријека Лашва, Бабина и Кочева, а даље су Бистричак, Грачаничка, Немилска, Ораховичка, Старинска и Џуланова ријека. Значајнији потоци су Буковица, Звечајски, Јањићки, Свитачки, Тетовски, као и потоци Перин хан I и Перин хан II.
Око 10 км југоисточно од града, између насеља Мутница и Мошћаница, постоји вјештачко језеро Мошћаница површине веће од два хектара.

### Клима
На подручју Града Зеница преовладава умјереноконтинентална клима. Љета су топла, а зиме умјерено хладне. Средња годишња температура је 10,4 °C, средње годишње падавине су 804 мм и неравномјерно су распоређене током године, с тим да нема нарочито сувих мјесеци (најнижа мјесечна преципитација је у марту, а највиша у новембру). Најхладнији мјесец је јануар (просјечни годишњи минимум −1 °C), док је јул најтоплији (просјечни годишњи максимум 20,2 °C). Минимална средња мјесечна температура ваздуха у Зеници је била у јануару 1964. године (−6,4 °C; минимална −23,9 °C јануара 1963), а максимална средња мјесечна температура је регистрована у августу 2003. године (23,8 °C; максимална 40,8 °C августа 2003). Релативна влажност ваздуха износи 70%, а облачност 6,1 десетина. Ваздушни притисак износи 976,3 милибара. Град има једну метеоролошку станицу, а основана је 1925. године и налази се на 344 м н.в.
| Клима Зенице                                   | Клима Зенице | Клима Зенице | Клима Зенице | Клима Зенице | Клима Зенице | Клима Зенице | Клима Зенице | Клима Зенице | Клима Зенице | Клима Зенице | Клима Зенице | Клима Зенице | Клима Зенице  |
| Показатељ \ Мјесец                             | .Јан.        | .Феб.        | .Мар.        | .Апр.        | .Мај.        | .Јун.        | .Јул.        | .Авг.        | .Сеп.        | .Окт.        | .Нов.        | .Дец.        | .Год.         |
| ---------------------------------------------- | ------------ | ------------ | ------------ | ------------ | ------------ | ------------ | ------------ | ------------ | ------------ | ------------ | ------------ | ------------ | ------------- |
| Максимум, °C (°F)                              | 3,8 (38,8)   | 6,9 (44,4)   | 12,1 (53,8)  | 16,7 (62,1)  | 21,5 (70,7)  | 25,2 (77,4)  | 27,8 (82)    | 27,6 (81,7)  | 23,7 (74,7)  | 17,3 (63,1)  | 10,0 (50)    | 5,1 (41,2)   | 16,47 (61,66) |
| Просјек, °C (°F)                               | 0,4 (32,7)   | 2,6 (36,7)   | 7,0 (44,6)   | 11,2 (52,2)  | 15,6 (60,1)  | 19,2 (66,6)  | 21,1 (70)    | 20,7 (69,3)  | 17,1 (62,8)  | 12,0 (53,6)  | 6,3 (43,3)   | 2,1 (35,8)   | 11,3 (52,3)   |
| Минимум, °C (°F)                               | −3,0 (26,6)  | −1,7 (28,9)  | 1,9 (35,4)   | 5,8 (42,4)   | 9,8 (49,6)   | 13,2 (55,8)  | 14,5 (58,1)  | 13,9 (57)    | 10,6 (51,1)  | 6,7 (44,1)   | 2,7 (36,9)   | −0,9 (30,4)  | 6,13 (43,03)  |
| Количина падавина, mm (in)                     | 70 (2,76)    | 70 (2,76)    | 64 (2,52)    | 76 (2,99)    | 85 (3,35)    | 88 (3,46)    | 72 (2,83)    | 70 (2,76)    | 72 (2,83)    | 84 (3,31)    | 105 (4,13)   | 96 (3,78)    | 952 (37,48)   |
| Сунчани сати — дневни просјек                  | 9,5          | 10,5         | 12           | 13,5         | 14,5         | 15,5         | 15           | 14           | 12,5         | 11           | 9,5          | 9            | 12,21         |
| Извор: climate-data.org; за сунчане сате: NOAA |              |              |              |              |              |              |              |              |              |              |              |              |               |

### Екологија
Зеница спада у градове са тешком индустријом који су нерационално загађивали и уништавали околину. Послије рата у Босни и Херцеговини, главни кривац за тешко еколошко стање у Зеници, Жељезара (данас већим дијелом претворена у Арцелор Митал, у власништву Лакшмија Митала), била је онеспособљена. Међутим, прије неколико година је дјелимично почела с радом стара Жељезара, те је из тих и других разлога у Зеници основана нестраначка, грађанска организација „Еко покрет Зеница”, а касније и политичка странка Зелени Босне и Херцеговине са сједиштем у Зеници. У граду дјелује и организација „Еко-форум Зеница”.
Тако је уз њихово залагање слив Бабине ријеке проглашен парком природе. Постоје иницијативе да се направи брана на Врандуку која би проузроковала еколошку катастрофу. Зелени Босне и Херцеговине као и „Еко покрет” противе се томе и залажу за проглашење Врандука националним парком.
Регионална депонија „Мошћаница” (РДМ) д.о.о. Зеница је смјештена између села Мошћаница, Мутница, Палиновићи, Бризник, Арнаути, Понихово и Плавчићи југоисточно од града Зенице; преузима сав отпад из Зенице и околних мјеста; компанија за санирање отпада у Зеници, која смеће вози на „Мошћаницу” и одржава градске паркове, улице итд., јесте њемачка Алба д.о.о.

### Насеља
Урбани дио Зенице чине сљедећа насеља — урбане цјелине:
- Бабина Ријека (Старо Радаково)
- Блатуша
- Јалија
- Лонџа
- Луково Поље
- Мокушнице
- Нова Зеница
- Ново Радаково
- Одмут
- Пишће
- Сејмен
- Стара Чаршија (према Чаршијској џамији)
- Црквице

## Историја
Урбани дио данашње Зенице формирао се кроз више одређених фаза које хронолошки обухватају вријеме неолитске заједнице, илирске градине, римског муниципијума Бистуа Нова (изворно Bistua Nuova), најзначајнијег налаза (2—4. вијек) у којем је највише заступљена монументална ранохришћанска двострука базилика, поред које је у Европи идентификована још само једна. У насељу града Зеница Билимишћу пронађени су трагови античког насеља; у селима Града Зенице Путовићима и Тишини, гдје доминира вила рустика, терма, храм као и низ других пратећих објеката.

### Праисторија
Најстарији налази у зеничком крају датирају из раздобља од 3000. до 2000. п. н. е.; пронађени су на локалитетима Дривуше и Градишћа. Млађи налази су из металног доба у Ораховичком потоку код Немиле, Грачаници, Равни и другим мјестима. Ископане су металне сјекире, стрелице, украсне фибуле те остаци керамике.
Илири у ове крајеве долазе на прелазу из бронзаног у жељезно доба (од 6. до 5. вијека п. н. е.). Познате су њихове одбрамбене грађевине градине.
Урбани дио данашње Зенице формирао се већ у млађем каменом добу — неолитику; те напосе касније у вријеме Илира — о чему данас свједоче топоними њихових градина — Градишће, Грачаница, Градац. Специфични локалитет ’Градина’ у селу Копило указује да је Зеница, укључујући околна мјеста, имала организован праисторијски људски живот око 2.000 година п. н. е. За нејаку упитност постојања илирског старобалканског племена Деситијати у области Зенице, рјешење могу да буду директни докази из топономастичке грађе — као што је топоним ’Градина’ који је преживио до данас у именима поменутих насеља Градац, Градишће и Грачаница. Деситијати су резултат етничког друштвеног развоја тог раног људског живота у праисторији; прелазни период из бронзаног у жељезно доба резултовао је доласком Деситијата у ријечни појас Лашва—Дрина. Племе Деситијати сукобило се с Римљанима 34. п. н. е.; Римљани нису остварили дуготрајнији успјех, а Илири су поражени у граду имена Ардуба који је спаљен 6—9. године н. е. Тако је и краљевски град Врандук вјероватно постојао и у вријеме Илира, под називом Ардуба.
Скорашње (август 2019) међународно археолошко истраживање, које су спровели бечки (Институт за оријенталну и европску археологију), зенички (Зенички музеј) и сарајевски студенти и научници користећи модерну технологију, прецизно показује да су насеља око насељеног мјеста (града) Зеница била насељена људима и животињама и прије 3.100 година од дана-данашњег. Скелети домаћих животиња (свиња, крава, коза) пронађени су на високо смјештеном (600 м н.в.) локалитету Копило, што индицира да су људи (сточари) живјели овдје у то вријеме; двије гробнице (једна с људским костима и керамиком), два тумулуса и потпуно ново праисторијско насеље ’Равна градина’ исто тако представљају резултате овог истраживања.

### Стари вијек
Римљани су ове крајеве освајали од конца 3. вијека п. н. е. Батонов устанак од 6. до 9. вијека захватио је ове крајеве. Римљани су у многим подручјима владали без престанка све до поткрај 4. вијека (након пада Ардубе). Римска власт није уклонила (тј. поново изградила или измијенила) насеља у илирским градинама.
Свој врхунац данашњи простор Зенице достиже у првих шест вијекова нове ере, кад се на подручју данашње Зенице налази, уз Бистуа Ветус (село Варвара у Рами) и Делминијум (Дувањско поље), један од три најзначајнија муниципијума и средишта хришћанских бискупија у Босни: Бистуа Нова — сједиште Бистуенске бискупије, сједиште римског хришћанства на подручју Босне све до досељавања Словена. О важности Бистуе Нове свједочи и податак да је њен бискуп Андрија (Андреас) судјеловао и био потписник солинских синода 530. и 533. године. Из античке Бистуе Нове споменици су антички надгробни споменици, остаци старохришћанске базилике и др. У насељима Одмут, Путовићи и Тишина археолози су нашли разне налазе; важношћу се истичу епиграфи, који су их навели до закључка да је Бистуа Нова била на подручју Зенице. Није искључено да је Бистуа Нова била управо на мјесту данашње Зенице и/или да је само била названа муниципијумом Бистуа Нова. Како год, зеничка област је била познато насеље у овом историјском периоду јер постоје бројни докази о Зеници у доба Римљана.
Кроз Бистуу Нову водила је важна саобраћајница ка Салони (Солин), Аргентаријуму (Сребреница) и Сирмијуму (Сријемска Митровица).
Варварске провале са сјевера (углавном Германи на крају 3. вијека, као и Словени касније) прекинуле су цивилизацијски континуитет и накратко су натјерале хришћанство са ових простора на узмак. У провалама почетком 7. вијека разорена је Бистуа Нова са својом базиликом. Узмаком хришћанства слиједе четири вијека празнине у врелима.
Вјерује се да су варварске најезде уништиле велики дио античке баштине. Овуда су прошли Готи, Авари и Словени. Словени су дошли у 6. и 7. вијеку, населивши средњи дио тока ријеке Босне — гдје је смјештено Зеничко поље, мјесто неких од најважнијих историјских догађаја средњовјековне Босне; ови Словени су основали племенске заједнице и били организовани у племенску управну јединицу која се звала ’жупа’ (парохија). Након њихових провала био је потребан готово вијек да се формирају прве словенске државе.

### Средњовјековна Босна
Историја о средњовјековној Зеници 13. и 14. века врло је оскудна. Постоји тек вијест из 1244. године за повељу хрватско-угарског краља Беле IV. Према до сада проученим документима, садашње име града први пут се помиње 16. марта 1436. године (или 20. марта 1436. године, датум на који се годишње обиљежава ’Дан Зенице’), а касније се Зеница помиње у серији докумената повезаних са Дубровачком републиком. Међу осталим босанским парохијама, парохија „Боред” која укључује мјесто „Билина поила” помиње се у повељи; мјесто се односи на један дио града Зенице, данас добро познато Билино поље. Исто мјесто се помиње у другом документу, датираном на 8. април 1203. године; говори се о групи богумилских поглавица који су одбили патернализам испред дворског капелана Иноћентија III, Јована де Казамариса. Чињеница да је богумилство било присутно у зеничкој области и да је била сједиште богумилске цркве није подржана само писаним изворима него и надгробним споменицима који приближавају црквену хијерархију.
У раздобљу средњег вијека, прецизније 1370. године, помиње се насеље Клопче, као и породица тога имена; 8. јануара 1404. године босански дид из Јањића шаље депешу дубровачком кнезу Влахи Соркочевићу. У зеничком насељу Варошиште откопана је црква из средњег вијека и фрањевачки самостан Св. Марије, коју је изградио кипар Иван Хрелић, ученик Јураја Далматинца.
Вријеме политичке самосталности средњовјековне Босне непосредно је везано за Зеницу, прије свега Градешином плочом и актом абдикације, чиме је допуњено Кулиново вријеме, али одређује и факте политичке моћи. Мала удаљеност утврђеног града Врандука, сједиште босанских краљева, Јањића и хиже дида босанских крстјана (у историографији називаних богумилима, босанским јеретицима итд.), са стећцима у Пуховцу и Појскама, неколико писара и градитеља — поред осталог — чињенице су и докази посебног значаја овог краја у средњем вијеку. И именом (Бистуа Нова, Билино поље, Брод), те Зеница од марта 1436. године, овај град је везан за централни дио државе и ријеке Босне.

### Османско доба
Босна је претрпјела османске провале, почев од 1386. године. Долазак првих Турака у Зеницу повезује се с њиховом побједом над мађарским ратницима у близини Добоја године 1415. Зеница је помињана под данашњим именом од тог догађаја. Први званични помен имена града је у документу датираном на 16. март 1436. године; документ описује провалу и пљачку Хума коју је извео османски војвода Барак који се повлачио према Зеници и ту добио дубровачке паре у име откупа. Од овог догађаја до комплетног успостављања османске власти у Босни (1463) нема пронађених помена Зенице у релевантним документима; то је разлог што је ово доба у историји града недовољно детаљно покривено.
Послије административних промјена уведених током првих година управе, Зеница је постала дио кадилука Брод у новооснованом Босанском санџаку. Зеничка нахија се први пут помиње 1485. године; носила је ово име све до краја 18. вијека; касније је постала Зенички срез, али је и даље била помињана као нахија у османским документима пошто је Зеница била најважније мјесто Брода у 18. и 19. вијеку.
У вријеме владавине Османлија (1463—1878) чињеницом да се промјеном смјера главног трговачког пута мијења и улога самог града, те осим кратког периода кад је била сједиште бродског кадије (до 1557. године) Зеница је касаба, опет својственог лика са неколико џамија (Султан-Ахмедова, позната као Чаршијска џамија; Осман-Челебијина; Сејменска; Јалијска), медресом (1737), неколико мектеба, разним нишанима, шадрванима, хановима, каравансарајима.
У једном опису из 1697. године говори се о Зеници, гдје успијевају диње „а сам крај је врло питом”. Према претпоставкама, Зеница је имала 2.000 становника, међу којима су доминирали муслимани, да би крајем 18. вијека у изворима били помињани и православци и католици, а у 19. вијеку и Јевреји.
Послије разарања и егзодуса упадом војске Еугена Савојског 1697. године наступа вријеме стабилизације, а у административном, урбаном, пословном и топографском смислу издваја се зеничка чаршија са карактеристичним обиљежјима.

### Аустроугарско доба
Након Берлинског конгреса, одржаног 1878. године, Аустроугарска монархија је добила право да заузме Босну и Херцеговину; убрзо настаје оружани отпор окупационим трупама. Сматра се да је управо Зеница, тачније Хаџи-Мазића кућа, била мјесто преговора између представника османских власти у Босанском вилајету, Хафиз-паше, и заповједника аустроугарских окупационих снага, генерала Филиповића, око услова престанка сукоба.
Граде се капитални објекти ширег друштвено-економског значаја, који ће постати живот као и судбина Зенице. То су жељезничка пруга од Босанског Брода до Зенице (1879), Рудник угља (1880), Фабрика папира (1885), Жељезара (1892; 1899. је постала д. д.), Казнени завод (1886). Године 1908. у Зеници је изграђена електрана, што је омогућило увођење електричне јавне расвјете. Отворене су и државне школе, прва 1885, а друга 1910; у том периоду у Зеници су постојале и конфесионалне школе, једна за католичку и православну цркву, и за три мектеба, медресе и руждије; Мухамед Сеид Сердаревић, муалим (учитељ) у Султан-Ахмедовој медреси у Зеници, залагао се за реформу наставе, гдје су предавања почела да се одржавају на локалном језику, а програм је модернизиран у складу са захтјевима времена. Организују се културна друштва на строго национално-конфесионалној основи, као што су Хрватско пјевачко друштво, Звечај, Чешка ријеч и др.; истовремено се оснивају и друга друштва општег карактера, као што су ватрогасци, ловци, планинари и други. Године 1910. у Зеници је отворен први биоскоп, Хелиос, који је подигао културу града на нови ниво. Ово ће, поред осталог, изазвати низ промјена — и квалитативних и квантитативних помака у развоју града.

### Крај 19. и 20. вијек
Крајем 19. и почетком 20. вијека, десио се урбани бум (за неколико пута се повећао број становника, по попису из 1910. године у овом мјесту је живјело 7.215 становника), евидентна је убрзана урбанизација (православна црква Рођења Свете Богородице саграђена је 1885. године, двије католичке цркве 1910. године, синагога 1903. године), градња неколико преноћишта, хотела, школа, водовод, модерних путева итд.
У 1935. изграђена је спомен-костурница за 273 страдалих у зеничком заробљеничком логору 1916/17. године.
20. вијек у Зеници обиљежен је слиједом различитих карактеристичних појава, појачаном индустријализацијом, посебно послије 1938. године изградњом Грубе пруге, пауперизацијом дијела становништва, његовом пролетеризацијом, али и мијешањем градског европског и домаћег босанског менталитета и навика.
Развија се град специфичних функција и намјена, посебно омеђен двјема чињеницама — Казнени завод и Жељезара Зеница — али и драгоцјеном потврдом суживота Зеничана различитих историја; Каменити мост повезује кућу Косте Јефића и Османаге Мехмедића и јеврејску Хавру пуних 90 година.

#### Југославија
У периоду између 1941. и 1945. године, евидентан је напор домаћег становништва (углавном муслимана, потписивањем чувене Резолуције зеничких муслимана маја 1942. године) да сачувају поштовање и уважавање, али и заштиту голог живота од немуслимана, кроз формирање свог аутентичног знака, муслиманских милиција — у Шерићима, Доглодима, Бабину —, али и кроз партизанске одреде што је давало и имало одређену захтјевност и тежину.
То је била димензија зеничког облика антифашистичког отпора; град није имао великих разарања, терора нити жртава. Димензије антифашистичке борбе су биле, нажалост, одређиване њиховим идеолошким (тачније националистичким) одређењем — што ће у ратном периоду доћи до изражаја а у послијератном девалвирати.
Након ослобођења Зенице које су партизани извели 12. априла 1945. године (Дан ослобођења Зенице), град је почео нагло да расте као индустријски центар који се убрзо развио. Проширио се и обухватио бивша села Билино Поље, Клопче и Радаково; нови блокови зграда су изграђени да се смјесте све бројнији рудари и радници у челичани. Године 1948. број становника је био само око 15.000, а до 1961. је нарастао на преко 30.000; године 1981. у граду је живјело преко 63.000 становника, а на посљедњем југословенском попису спроведеном у Југославији — 1991. године — Зеница је била град са 96.000 становника. За вријеме југословенског периода од око 50 година, популација се ушестостручила.

#### Рат у БиХ
Године 1991, годину дана прије избијања Рата у Босни и Херцеговини, Зеница је постала сједиште једне од првих приватних и независних радио-станица у Источној Европи — Радио CD-CEMP. У прољеће 1993, новинар и власник Радија CD-CEMP, добио је белгијску награду за независно новинарство — Оловка мира (енгл. The Pen Of Peace).
Службена прва цивилна жртва Рата у БиХ у Зеници је мала двогодишња Хрватица Матеа Јурић (29. јул 1990 — 13. мај 1992), која је убијена хицем из ватреног оружја за вријеме блокаде тадашње војне касарне ЈНА у насељу Билимишће. Данас се традиционално у Радакову организује скуп сјећања на Јурићеву, гдје има спомен-плочу.
Дана 19. априла 1993. године, током Муслиманско-хрватског рата, 15 цивила је убијено и још 50 повређено, када је ХВО-ова граната из хаубице погодила централну пијацу Зенице. Граната је испаљена из села Путићево (15 километара од Зенице). Мету је погодило укупно шест граната, двапут по три. Први напад је почео око 12.10 часова, други са двије гранате у 12.24 часова, а наредне двије рунде са двије гранате у 12.29 часова. Током овог периода Зеница је била изолована од остатка свијета, годину и по дана. Град је претрпио значајан губитак цивилног становништва од снајперске ватре, пожара и глади. Четврти највећи град БиХ није имао воду ни струју.
Током Рата у БиХ, дио логораша српске националности који су били смјештени у Казнено-поправном заводу затвореног типа Зеница, спаљени су у високим пећима Зеничке жељезаре. Пети павиљон логора за Србе у КПЗ Зеница постојао је до краја рата, а у извјештају Конференције за европску безбједност и сарадњу наведено је да је КПЗ Зеница формирао логор за ратне заробљенике у којем је било око 2.000 Срба.
У току рата ипак је организован привредни сајам ЗЕПС. Такође је значајно поменути да су кафански и други пјевачи-аматери пјевали на отвореним свиркама у ресторану-башти КПД Зеница док је рат у источној Босни већ буктио а Зеница већ била погођена у мањој мјери.
Током рата, демографија града је нагло промијењена, доласком Муслимана (Бошњака) из других дијелова БиХ и одласком Срба у дијелове земље који су били под српском контролом.
- Историјске слике Зенице
- Чланак из часописа Босанска вила (1890) о томе како је Мехмед Фатих окупирао Градишће и Врандук 1463
- Панорама тврђаве Врандук (1895)
- Штрајк зеничких радника (1896), један штрајк
(поред оног из 1898) прије чикашког 1905.
- Dorfleben (Сеоски живот; 1903), акварел Рихарда Конрада Кромара (1874—1948)
- Тродијелна разгледница (1907)
- Чаршија улице Кочевска (разгледница; 1909)
- Краљев рођендан, Улица краља Петра I (данас Титова; ретуширана разгледница, 1928)
- Отварање џамије у Ричицама (1928)
- Народни збор пред католичком Црквом Св. Илије на дан празника (1932)
- Јужни дио Зенице, центар код Босне (1935)
- Бомбардовање жељезничког моста „Пехаре” од стране 16. сквадрона СААФ (1944)
- Зеничанке заузеле Сарајевску улицу (1958)
- Панорамски поглед на Жељезару (разгледница; 1964)
- Дио стакленог меморијала у склопу комплекса „Камени спавач — Мак Диздар” на главном градском Тргу АИ са именима хиљада Зеничана страдалих у Рату у БиХ (2019)

### 21. вијек
Зеница се након рата споро опоравља и даље развија. Владајућа политичка странка у Граду Зеница је чак 20 година била већински бошњачка и муслиманска Странка демократске акције, за чије је односно вријеме владавине њених начелника развој насељеног мјеста Зеница односно града Зеница (његовог грађанског језгра, али такође и околних села као дијелова тадашње Општине) релативно споро напредовао, дијелом због корупције и малверзација разних типова; многа подручја самог насељеног мјеста Зеница ни након 20 година нису добила градску расвјету, водовод и канализацију те солидно асфалтиране путеве.
Евидентан је драстичан пад броја становника од 1991. до 2013. године који износи ≈26% (Зеница је изгубила четвртину становништва дијелом усљед рата, дијелом због неповољних економских прилика у БиХ и повремених рецесијских криза што приморава нарочито младе али и средњовјечне људе да напуштају државу и одлазе у Европу и Америку).
Године 2014, у Зеници су се — поред осталих градова ФБиХ — одвили насилни грађански протести. Полупана је зграда градске Општине, зграда РМК такође демолирана, десеци особа примљени у Кантоналну болницу, а неки званичници поднијели оставке.
Општина Зеница је 20. новембра 2014. године постала Град Зеница.
На локалним изборима у БиХ 2016. године градоначелник је први пут постао независни политичар (Фуад Касумовић), који је за циљ имао да Зеница постане модеран, европски и регионални центар. За три године мандата нагло је убрзао развој, стављајући нагласак на градско језгро односно насељено мјесто; град за локације од приоритетног значаја покреће увођење расвјете те водовода и канализације, асфалтирање путева и унапређење транспорта (бициклистичке траке и штандови за бицикла бивају уведени по први пут у историји Зенице на масовном плану, а од октобра 2019. и систем Некстбајк који у БиХ имају још само Сарајево и Бања Лука а у свијету укупно преко 200 градова), праве се планови за увођење новог система гријања града (Зеничани се двије деценије у 21. вијеку редовно суочавају са потпуном обуставом или слабом испоруком гријања током сезоне, поготово у најхладнијим данима), почињу се редовно одржавати новогодишњи концерти на главном градском тргу за све грађане и посјетиоце (први је одржан 2017/2018. а наступио је Милиграм; други је одржан 2018/2019. године када је главни наступ имала Црвена јабука), организују се разне нове манифестације за грађане и туристе (нпр. Зеница самер фест, музички фестивал са домаћим и регионалним звијездама који траје неколико седмица и одржава се на градском тргу — први је љета 2018. отворио Френки а затворила Дубиоза колектив, а на другом је љета 2019. за отварање био задужен Саша Ковачевић а затварање Жељко Јоксимовић; умјетнички, трговачки и др. базари и сл.) док се трговачкопривредни сајам са дугом историјом ЗЕПС шири — тако унапређујући туристички односно привредни потенцијал. Ово су све разлози због чега град посјећује све више људи са свих континената свијета, од којих је значајно поменути Африку и Азију. Ријешен је проблем паса-луталица у насељеном мјесту, значајно је смањено загађење које је кулминирало почетком и половином 2010-их (Зеничани су били навикнути на розе-црвено небо и загађен ваздух неугодног мириса нарочито током ноћи загађења), унапређен је јавни превоз (нови аутобуси, вај-фај и сл.)... У плану је и рјешавање великог проблема незапослења и модернизовање система образовања, изградња градске подземне гараже, као и пројекти утопљавања зграда у граду. Манифестација Чимбуријада, која се одржава већ неколико деценија, одржана је и 2019. године, уз видео-пренос на ТВ Зеници.

## Демографија
Број становника у Зеници се видљиво повећава; 1910. године Зеница је имала 7.215 становника, 1948. године 15.550, а 1981. 63.569 становника.
Према Попису становништва БиХ из 1991. године, Зеница је имала 96.027 становника. Општина Зеница имала је по истом попису 145.517 становника, распоређених у 81 насељу. Према коначним подацима пописа становништва БиХ 2013. године за Федерацију БиХ које је издао Федерални завод за статистику а преузела и објавила Агенција за статистику Босне и Херцеговине, у насељеном мјесту Зеница (без Горње Зенице и околних села и мјеста) пописано је 70.553 лица, док је у Општини односно Граду Зеница пописано њих 110.663.
Многи Срби су током и након рата у БиХ напустили Зеницу (самовољно отишли или протјерани); сада живе у Републици Српској, као и у Србији, али и другдје у свијету; на нивоу Федерације БиХ сведени су на статистичку грешку.
| Националност (насељено мјесто) | 2013.          | 1991.          | 1981.          | 1971.          |
| Муслимани                      | 55.239 (78,3%) | 43.154 (44,9%) | 22.146 (34,8%) | 21.365 (41,7%) |
| Хрвати                         | 6.746 (9,6%)   | 15.809 (16,5%) | 11.716 (18,4%) | 13.250 (25,8%) |
| Срби                           | 2.296 (3,3%)   | 18.312 (19,1%) | 12.728 (20,0%) | 12.779 (24,9%) |
| Југословени                    | —              | 14.703 (15,3%) | 14.437 (22,7%) | 1.945 (3,8%)   |
| остали и непознато             | 6.272 (8,9%)   | 4.049 (4,2%)   | 2.542 (4,0%)   | 1.924 (3,8%)   |
| Укупно:                        | 70.553         | 96.027         | 63.569         | 51.263         |

|             | \| Демографија[33][71][72] \| Демографија[33][71][72] \| Демографија[33][71][72] \| \| Година \| Становника \| Становника \| \| ----------------------- \| ----------------------- \| ----------------------- \| \| 1879. \| 2.101 \| \| \| 1885. \| 3.073 \| \| \| 1910. \| 7.215 \| \| \| 1921. \| 7.632 \| \| \| 1948. \| 15.550 \| \| \| 1953. \| 28.961 \| \| \| 1961. \| 32.476 \| \| \| 1971. \| 51.263 \| \| \| 1981. \| 63.569 \| \| \| 1991. \| 96.027 \| \| \| 2013. \| 70.553 \| \| |            |
| Демографија | |            |
| Година      | Становника | Становника |
| 1879.       | 2.101 |            |
| 1885.       | 3.073 |            |
| 1910.       | 7.215 |            |
| 1921.       | 7.632 |            |
| 1948.       | 15.550 |            |
| 1953.       | 28.961 |            |
| 1961.       | 32.476 |            |
| 1971.       | 51.263 |            |
| 1981.       | 63.569 |            |
| 1991.       | 96.027 |            |
| 2013.       | 70.553 |            |

На пописима 1971. и 1981. године, постојала су и насељена мјеста: Бабићи, Варда, Високовци, Вјетренице, Врсеље, Вуковићи, Гнуси (Гњуси), Гојаковац, Двор, Долац, Долипоље, Доња Грачаница, Дривуша, Дрињани, Јагодићи, Језеро, Јелина, Јоковићи, Клопче, Ковачевићи, Коњевићи, Копило, Кривићи, Лађице, Миклићи, Мргодићи, Мулићи, Ораховичко Поље, Перин Хан, Печуј, Подбрежје, Поратје, Поток, Придражићи, Рајчевићи, Распоточје, Ребровац, Ријека, Ричице, Сидица, Спахићи, Тугања, Урије, Чекоте и Шушањ. Ова насеља су на попису 1991. године укинута и припојена другим насељеним мјестима.

### Презимена
Најчешће презиме у Зеници је Делић (983 особе). Прате га Спахић (878), те најчешће босанскохерцеговачко презиме — Хоџић (815). Послије слиједе Бајрамовић (701), Исаковић (688), Имамовић (669), Халиловић (649), Бегановић (643), Шишић (566) и др. Претходно поменута презимена носи око 5,5% градске популације. Друга честа презимена су Арнаут, Бабић, Башић, Дурмић, Фејзић, Пашалић, Махмић, Ковачевић, Алић итд.
У Зеничко-добојском кантону, најчешћа презимена су (опадајућа учесталост, сва са учесталошћу >1.000 су на списку; ажурирано маја 2022):
1. Хоџић
2. Халиловић
3. Делић
4. Спахић
5. Башић
6. Имамовић
7. Ковачевић
8. Кадрић
9. Тадић
10. Марковић
11. Бабић
12. Бегић
13. Алић
14. Шехић
15. Селимовић
16. Бегановић
17. Хаџић
18. Муратовић
19. Томић
20. Шишић
21. Дедић
22. Карић
23. Смајић
24. Синановић
25. Јукић
26. Видовић
27. Рамић
28. Диздаревић
29. Бркић
30. Софтић
31. Авдић
32. Павловић
33. Матијевић
34. Бошњак
35. Пашалић
36. Шабановић
37. Фејзић
38. Радић
39. Ковач
40. Лукић
41. Петровић
42. Хасић

## Политика

### Званична обиљежја
Град Зеница има грб и заставу, који су званични и за насељено мјесто (град).
Грб је четвртасто усправно правоугаоно поље с полукружно заобљеним доњим дијелом уоквирено двјема линијама, чији су дебљина и међупростор једнаки. Грб садржи шест елемената који су приказани линијама црне боје исте дебљине. Лијевом страном, пратећи оквир поља грба, протеже се контура ријеке Босне, коју у доњем дијелу сијеку двије хоризонталне линије — симбол комуникације. У преосталом дијелу поља грба приказана су четири симбола кружне форме (у смјеру казаљке на сату): симбол Врандука — сјеверне капије града; један од шест крстова са плоче бана Кулина, уједно и симбол хришћанства; полумјесец — симбол ислама и османског периода; и укрштени чекићи — симбол рударства и тешке индустрије, а индиректно и симбол аустроугарског периода. Поље грба је обојено жутом и свијетлозеленом бојом. Жута боја покрива поље до нивоа горња два кружна елемента, а зелена боја преостали дио поља. Полумјесец у доњем дијелу у варијанти је испуњен жутом. Контура ријеке је скоро бијела.
Позадина заставе града Зеница је жуте и свијетлозелене боје исте као и на грбу (постоји и варијанта са позадином бијеле боје). Однос ширине и дужине заставе је 1:2 (бијеле 3:7). Застава се не мора користити у свим варијантама у усправном положају. На средини заставе налази се необојен грб (само контуре); у варијанти бијеле боје грб је обојен. Ширина грба заузима отприлике 1⁄3 ширине водоравне односно 2⁄3 ширине усправне заставе, а у варијанти са бијелом позадином висина грба заузима 3⁄7 висине усправне заставе.
Услови и начин употребе грба Зенице прописују се посебном одлуком Вијећа.

### Сједиште управе Града
У насељеном мјесту Зеница је сједиште Управе Града Зеница и Града Зеница (Општине до 2014); Управу чине Градоначелник (до 2014. Наченик Општине), Вијеће Града Зеница (до 2014. Општинско вијеће) и Градско правобранилаштво (до 2014. Општинско правобранилаштво).

#### Зенички начелници
За град Зеницу улогу од значаја сљедствено има Градоначелник Града Зеница. Испод је дат списак досадашњих зеничких Начелника1–34 + * и Градоначелника**.
1. Суљо Арнаут (1878)
2. Ахметага Мутапчић (1889—1895)
3. Есад Аликадић (1898—1905)
4. Али Хармандић (1906—1913)
5. Махмуд Тарабар (1913—1917)
6. Осман Мутапчић (1917—1923)
7. Иво Геј (1923—1925)
8. Ахмед Мутапчић (1926—1931)
9. Абдулазиз Аско Борић (1932—1935)
10. Ениз Мутапчић (1935—1936)
11. Мехмедалија Тарабар (1936—1941)
12. Исмет Салчиновић (1941—1946)
13. Мустафа Чолаковић (1945)
14. Мустафа Мујагић (1945)
15. /9./ Абдулазиз Аско Борић (1945—1946)
16. Јозо Марчинковић (1946—1948)
17. Вељко Билановић (1949—1950)
18. Никола Спаић (1951—1952)
19. Сафет Узуновић (1952—1955)
20. Ђуро Векић (1955—1959)
21. Милко Крижановић (1959—1960)
22. Езхер Езо Арнаутовић (1960—1965)
23. Винко Јелчић (1965—1966)
24. Мухамед Берберовић (1966—1970)
25. Абдулах Мутапчић (1970—1974)
26. /23./ Винко Јелчић (1974—1978)
27. Никола Мирковић (1978—1982)
28. Салим Тарабар (1982—1983)
29. Мухамед Пашалић (1983—1984)
30. Никола Телебак (1984—1985)
31. Богољуб Коњикушић (1985—1986)
32. Омер Филиповић (1986—1988)
33. Богдан Колар (1988—1990)
34. Ибрахим Алиспахић (1990—1992)
35. Бесим Спахић (1992—1997)
36. Ферид Алић (1997—2000)
37. Закир Пашалић (2000—2004)
38. [мнд. 38, 39 и 40] Хусејин Смајловић (2004—2016)*, **
39. [мнд. 41 и 42] Фуад Касумовић (2016—данас)**

извор(и): 

## Култура и образовање

### Култура
У граду дјелују: Камерни симфонијски оркестар; Босанско народно позориште с Великом сценом, Малом сценом, Сценом у подруму и Кабареом; Омладински хор; Ликовна галерија; Музеј града Зенице. При Босанском народном позоришту, поред сталног ансамбла, активна је и Дјечија сцена са сопственим програмом.
Хрватско културно друштво „Напредак”, подружница Зеница од 2010. организује у склопу Ускрсних дана сваке године Туцијаду, такмичење поводом највећег католичког празника Ускрса. Циљ је пронаћи судионика с најтврђим ускршњим јајетом, односно љуском. Манифестација се одржава у просторијама Хрватског дома.
Од 2010. ХКД „Напредак”, подружница Зеница организује сваке године у склопу Ускрсних дана у Хрватском дому Фестивал природних ракија и ликера.
Из Зенице је ансамбл средњовјековне музике, Фугато; такође, из овог града је и реге/даб/рок група Дубиоза колектив те поп-рок састав Немогуће вруће. (Списак свих значајних умјетника је на доњем списку.) ГУД „Филигран” Зеница и тамбураши „Златна жица” 30. јула су наступили на Међународним тамбурашким сусретима који су представљали осму ноћ Зеница самер феста 2019 (19. јул — 9. август). Камерни мјешовити хор „Арт соноре” је награђиван и његови чланови — углавном просвјетни радници — активно изводе разне музичке жанрове као што је севдалинка.

#### Национални споменици
У Зеници се налази више националних споменика Босне и Херцеговине, на подручју Општине односно однедавно Града Зеница. На листи националних споменика БиХ за Зеницу налазе се и сљедећи споменици:
- Црква Рођења Пресвете Богородице (историјска грађевина),
- Црква Светог Илије са жупним уредом (градитељска цјелина),
- Градитељска цјелина некадашње Фабрике Папира (Папирне)
- Плоча великог судије Градеше, власништво Музеја града Зенице (покретно добро),
- Сејменска џамија (Зеница), мјесто и остаци градитељске цјелине,
- Стара џамија са харемом у Ораховици (градитељска цјелина),
- Стари град Врандук (градитељска цјелина),
- Султан-Ахмедова џамија и медреса (градитељска цјелина),
- Зграда некадашње Синагоге у Зеници (историјски споменик).[89]

### Образовање
У Зеници постоји 19 основних и 12 средњих школа. Између осталих, ту је Основна и Средња музичка школа, Основна специјална школа, те Католички школски центар „Свети Павао” који има основну школу и гимназију.
Зеница је универзитетски град. Универзитет у Зеници се састоји од осам факултета: Машински, Факултет за металургију и материјале, Филозофски, Правни, Економски, Медицински, Исламски педагошки факултет и Политехнички факултет.

### Невладине организације
Извиђачи су покрет за дјецу и младеж, а у остваривању циљева и програма им помажу одрасли чланови организације.
Извиђачи се претежно баве упознавањем природе, дружењем (социјализацијом дјеце) и учењем корисних вјештина које им могу помоћи у будућем животу — како у цивилизованом свијету, тако и у дивљини. Извиђачка организација у Зеници обиљежила је 2017. године своју 65. годишњицу континуираног постојања. Од оснивања до данас кроз зеничку извиђачку организацију прошло је око 100 хиљада младих људи различитих опредјељења.

## Привреда и саобраћај

### Привреда
Зеница је индустријски центар. У досадашњој политици развоја преовладавале су базне гране индустрије (производња гвожђа и челика, и рударство). Експлоатација мрког угља у Зеници је отпочела 1880. године, а производња челика 1892. године.
У предратном периоду (1990. године) у Зеници, поред осталог, произведено је 1,4 милиона тона челика и 924.000 тона угља, 1.018.000 м2 тканине, 158.000 хЛ млијека итд. Број запослених радника био је 53.419 — од чега у друштвеном сектору 49.415 (привреда 42.965 и 6.450 у ванпривреди), а у приватном сектору 4.004 запослена.
Иако Зеница у ратном периоду (1992—1995) није претрпјела ратна разарања у оној мјери као нека друга мјеста у БиХ, рат је свакако оставио значајне посљедице по привреду. Оне се огледају првенствено у обустављању континуираног процеса производње челика и великом смањењу његове производње.
Ратарство и сточарство имају значајне предуслове за даље повећање производње, уз већу примјену агротехничких мјера. У ратарској производњи најзаступљенија је производња квалитетног кромпира — са значајним тржним вишковима, мркве, лука, кукуруза, пшенице и поврћа. Изван Зенице цијењен је и тражен познати овчији сир.
Компаније металног сектора
Најзначаније компаније металног сектора (такође активне на другим плановима) из Зенице су Арцелор Митал, Феметал, РМ-ЛХ, Босио, Трежур.

### Саобраћај
Зеница је спојена са Сарајевом (70 километара југоисточно) жељезничким и цестовним путем — оба прате долину ријеке Босне. Ауто-пут А1 повезује Зеницу са Сарајевом и Мостаром. Жељезничка линија наставља јужно, а на крају долази до обале у Плочама (Хрватска).
Путеви у граду су релативно лоши. Изузетак су новоизграђена Главна градска магистрала (ГГМ) те неки дијелови главних градских саобраћајница у центру и Новој Зеници. У фази припреме је санирање и/или проширивање путева према неким околним насељима и селима, а негдје су радови већ у току (путеви око Врандука, према Немили и одмаралишту Бистричак).
Најважније инфраструктурне и транспортне компаније из Зенице (све д.о.о.) су Алми градња, ИТЦ, Аркон, Арел, Унипројект комерц — инжињеринг, Комград — Зе, Алми-транспорт, Геосонда, Енгра, ЖГП — Зеница.
Најближи аеродром је Међународни аеродром Сарајево.
Обнова тунела Врандук
Град се током 2019. године суочавао с проблемом око обнове тунела „Врандук”, која је по плановима трајала чак до пред крај првог квартала наредне године; саобраћај се углавном одвијао у једној траци наизмјенично, а некада је долазило и до потпуне обуставе и незгода више врста (излијетање возила, туче возача и др.).

## Спорт
Зеница има изузетну базу за развој спорта и масовне физичке културе. Зенички спортисти и спортски радници остварили су низ запажених резултата — како у Босни и Херцеговини, тако и на међународној спортској сцени.
ФК Челик двоструки је освајач некадашњег Средњоевропског купа. Од признавања Босне и Херцеговине, Челик је три пута био државни првак, а у два наврата освајач купа.
Значајне резултате остварили су и рагбисти Челика, који су били осмоструки прваци бивше Југославије, 6 пута су освојили куп, а Челик је и двоструки првак Босне и Херцеговине.
Од 1992. године, запажене међународне резултате остварили су тенисерка Мервана Југић, скакач увис Елвир Крехмић, стријелац Шејла Куртагић, каратиста Арнел Калушић итд.
У Зеници дјелује 45 клубова у којима је запослен велики број професионалаца и аматерских радника у спорту. Зеница је и једини бх. град у којем дјелује Клуб екстремних спортова (Скорпио), са тежиштем на алпинизам и спортско пењање.

### Списак клубова
- Аероклуб „Зеница”
- Асоцијација радио-аматера
- Асоцијација радио-аматера радио-клуб „Зеница”
- Атлетски клуб „Зеница”
- Бициклистички клуб „Зеница — Метално”
- Боксерски клуб „Челик”
- Инвалидски одбојкашки клуб „Босна”
- Џудо клуб „Полицајац”
- Карате клуб „Хасен-до”
- Карате клуб „Зеница — Младост”
- Карате клуб „Ницо”
- Кошаркашки инвалидски клуб „Босна”
- Клуб борилачких вјештина „Исак”
- Клуб екстремних спортова „Скорпио”
- Кошаркашки клуб „Челик” (жене)
- Кошаркашки клуб „Челик”
- Кошаркашки клуб „Жељезара — Зеница” (жене)
- Клуб сједеће одбојке „Зеница 92”
- Малоногоментни клуб „Другари”
- Фудбалски клуб „Борац” (Тетово)
- Фудбалски клуб „Ирис” (жене)
- Фудбалски клуб „Челик”
- Фудбалски клуб „Немила”
- Фудбалски клуб „Зеница 97”
- Фудбалски клуб „Златни љиљан”
- Фудбалски клуб „Жељезничар”
- Одбојкашки клуб „Зеница”
- Одбојкашки клуб „Руки”
- Пливачки клуб „Жељезара”
- Плесни клуб „Латино”
- Рафтинг клуб „Жара”
- Рафтинг клуб „Босна”
- Рагби клуб „Челик”
- Рагби клуб „Рудар”
- Рагби клуб „Зеница 72”
- Рукометни клуб „Челик”
- Смучарски клуб „Зеница”
- Стонотениски клуб „Младост”
- Стонотениски клуб „Жељезара”
- Стрељачки клуб „Зеница”
- Шаховски клуб „Челик”
- Шаховски клуб „Препород”
- Тениски клуб „Челик”
- Теквондо клуб „Зеница”
- Удружење грађана спортских риболоваца РД „Бистро” Зеница

извор: 

## Медији
Главни медијум комуникације у граду је његов јавни сервис, Радио-телевизија Зеница (РТВЗЕ). Смјештена је у улици Булевар Краља Твртка I, преко пута гдје је лоцирана главна аутобуска станица. Нема других ТВ станица у граду; најближа је НТВ ИЦ Какањ. Постоји много других радио-станица, као што су: Радио Зенит, Народни радио Зеница, Радијо актив, Радио ТНТ Зеница, Радио ЗОС, Уживо радио, БМ радио (бивши), Q радио Зеница, YUB радио, Радио Зеничко небо и Радио Дијаспора Зеница.
Зеница има један лист и исти је бесплатан (такође представља прве босанскохерцеговачке бесплатне новине), Суперинфо, који се грађанима дијели на уличним штандовима (данас ријетко на овај начин) или га разносачи новина и каталога оставе на полице већине јавних зграда у граду. Сам Град има у свом сједишту званични гласник (Службене новине Града Зеница). Сједишта дописништава националних листова Дневни аваз и Ослобођење и локалног листа Наша ријеч налазе се у Зеници, у згради „Јабука” испод Хамиде, у Масариковој и на другој страни зграде у којој РТВЗЕ има своје сједиште — редом.

## Знаменитости
- Тврђава Врандук
- Зеничка синагога
- Споменик Камени спавач
- Споменици НОБ-а
- Булевар Кулина бана
- Стара чаршија
- Хаџи-Мазића кућа
- Медреса
- Корзо
- Камени(ти) мост
- Зграда РМК (кзи.: Карингтонка)
- Музеј града Зенице
- Црква Рођења Свете Богородице
- Црква Светог Илије
- Чаршијска џамија
- Сејменска џамија
- Сметови
- Бистричак
- Камберовића поље
- Ламела
- Босанско народно позориште
- Градска пијаца са тржницом
- Сајам ЗЕПС
- Сајам Дани органске производње
- Фестивал Зеница самер фест
- Робне куће Босанка и Зеничанка
- Шопинг-центар Џанановић
- МИ „Кемал Капетановић”
- Жељезара Зеница
- Папирна
- Рудник Стара јама
- Зенички затвор
- Дом Армије, бивши Дом ЈНА
- Зеничка арена
- Хотел Интернационал
- ФК Челик
- Стадион Билино поље
- Четири солитера на Одмуту
- Зграда Јабука
- Црквице
- Јалија
- Јањићи
- Дривуша
- Царина и Стари млин у Зацарини
- Базени у Бабиној Ријеци
- Биоскоп Синестар (ПЦ Екран)
- Зелена и Бувља/сточна пијаца
- Градска кафана
- Мљекара ЗИМ
- ПЗ Нова Зеница и Канал
- Мост Дрвена ћуприја
- Висећи Јалијски мост
- Дом пензионера Зеница
- Споменик ЗПО на Сметовима
- Зграда ХКД „Напредак”

## Познате личности
Привредници
- Станко Томић, привредник, бивши генерални директор Жељезаре Зеница
- Алојз Дерлинг, привредник, творац предузећа „Ватростална”
- Салко Џанановић, привредник и донатор

Друштвени дјелатници
- Жарко Радовановић, правник, судија Суда Босне и Херцеговине
- Владо Адамовић, правник, судија Суда Босне и Херцеговине
- Ружица Станојевић, наставница и одборница у општинском парламенту у Кристијанстаду (Шведска)
- Ариф Хералић, ливац из Жељезаре, радник Металног; његов лик је на новчаници ФНРЈ од хиљаду динара из 1955

Политичари
- Драган Чавић, српски политичар, 5. предсједник Републике Српске (2002—2006)
- Ахмет Хаџипашић, предсједник Владе ФБиХ (2003—2008)

Новинари
- Јосип Дујмовић, новинар, публициста; оснивач награде Даворин
- Селведин Авдић, новинар и публициста
- Властимир Јовић, новинар
- Зехрудин Исаковић, новинар и режисер; бивши директор Фене
- Менсур Чамо, новинар; уредник Радија Слободна Европа
- Есад Хећимовић, истраживачки новинар

Научници
- Амер Смаилбеговић, геофизичар и запосленик NASA-е
- Кемал Капетановић, научник — металург, инжињер; професор и бх. академик; званичник АНУБиХ; експерт УН
- Кенан Црнкић, економ и професор
- Фикрет Ибрахимпашић, музеолог
- Душан-Владислав Пажђерски, српски лингвиста

Умјетници
Глумци, режисери, позоришни и филмски те ТВ радници, забављачи
- Данис Тановић, филмски режисер — добитник Оскара
- Харис Бурина, филмски и позоришни глумац
- Радован Марушић, позоришни сценограф и књижевник
- Жарко Мијатовић, филмски и позоришни глумац
- Слободан Стојановић, позоришни редитељ и новинар
- Тарик Филиповић, глумац и ТВ водитељ
- Динко Туцаковић, филмаџија — филмски редитељ, сценариста, критичар и историчар филма; директор Југословенског филмског Архива (Србија)
- Јасна Орнела Бери, филмска глумица
- Данијел Љубоја, позоришни глумац; члан ансамбла ЗКМ-а (Хрватска)
- Снежана Марковић, глумица и ТВ водитељка
- Јасмин Диздар, филмски режисер
- Синиша Зорић, филмски и позоришни глумац
- Роберт Крајиновић, филмски и позоришни глумац
- Шефика Коркут-Шуње, позоришна и глумица у серијама
- Хазим Бегагић, бивши директор БНП Зеница и ТВ водитељ
- Мирољуб Мијатовић, директор БНП Зеница и руководилац Дјечије, омладинске и луткарске сцене БНП
- Младен Нелевић, глумац
- Алма Терзић, глумица
- Били Агић, хумориста
- Татјана Ом, ТВ водитељка (Њемачка)

Књижевници
- Кемал Махмутефендић, писац
- Џемалудин Алић, писац
- Ламија Бегагић, писац; уредница књижевног веб-магазина Омнибус, Књижевног журнала те дјечијих часописа?
- Жељко Граховац, писац; уредник часописа „Живот”
- Мухарем Омеровић, писац
- Жељко Шкуљевић, писац, филозоф; бивши проректор Универзитета у Зеници
- Анабела Басало, писац
- Љубо Хргић, фрањевац и хрватски књижевник
- Селим Арнаут, књижевник; колумниста недјељника „Љиљан”
- Ото Ф. Баблер, чешки писац, публициста и преводилац
- Иво Тотић, хрватски пјесник
- Тихомир Несторовић, српски књижевник
- Дарко Самарџић Кодар, српски књижевник, сликар, сатиричар (афористичар и карикатуриста) и дизајнер
- Дарко Тушевљаковић, српски књижевник

Музичари
- Миленко Каровић, диригент, први човјек Омладинског хора у Зеници
- Саша Домуз, музичар; Такси бенд
- Сандра Багарић, сопранисткиња и ТВ водитељка
- Дајана Акраповић, виолист
- Санела Реџепагић, мецо-сопран
- Един Карамазов, музичар међународног карактера, мајстор лутње[111]
- Иван Јелић, млади музичар, тенор[111]
- Енес Бајрамовић, гитариста и композитор; Cod, Амбасадори
- Аљоша Буха, музичар, басиста; Црвена јабука, Конгрес
- Дарко Јелчић, музичар, бубњар; Црвена јабука
- Џенан Хоџић (псеудоним Др Зу), репер
- Амар Јашарспахић Гиле, поп-фолк пјевач
- Нихад Фетић Хакала, фолк пјевач
- Махир Бурековић, фолк пјевач
- Хасиба Агић, фолк пјевачица
- Нусрета Кобић, фолк пјевачица
- Вука Шехеровић, фолк пјевачица
- Дубиоза колектив, ска/реге/рок/хип-хоп бенд
- Немогуће вруће, поп-рок бенд
- Паклени торањ, рок бенд
- Ален Рувић Рувекс, композитор и ди-џеј
- Цветелина Грахић, пјевачица; Ку-ку бенд (Бугарска)
- Ана Дамјановић, поп пјевачица

Ликовни умјетници
- Љубомир Перчинлић, сликар
- Алија Куленовић, сликар и професор атомске физике
- Ризах Куленовић сликар; члан Интернашонал арта и Хуз хуа, суперинтендант музеја Леонардо да Винчи у Карлскрони (Шведска)
- Зоран Џапо, сликар
- Томислав Перазић, сликар
- Мирослав Жупанчић, кипар/скулптор
- Сњежана Видовић, сликар (Њемачка)
- Хасан Бегичевић, сликар
- Јасмин Кукавица, сликар
- Хајрудин Пелесић, сликар
- Фрањо Бешлић, савремени умјетник, скулптор, сликар и гравер

Манекенке
- Динка Делић, манекенка; мис Југославије 1984
- Ема Алагић, манекенка; бивша мис туризма БиХ
- Данијела Винш, манекенка; бивша мис БиХ 2002
- Алиса Златаревић, манекенка; Мис БиХ за Мис Земље 2008
- Армана Ибрахимагић, манекенка

Спортисти
Фудбалери
- Алојз Ренић, бивши фудбалер и фудбалски тренер
- Беким Дино Пашалић, фудбалски тренер (Шпанија)
- Елвир Болић, бивши фудбалер
- Нермин Шабић, фудбалер
- Младен Крстајић, фудбалер; Партизан Београд (Србија)
- Бруно Акраповић, бивши фудбалер
- Мирсад Хибић, бивши фудбалер
- Алдин Џидић, фудбалер
- Сандро Блудек, фудбалер; НК Вартекс (Хрватска)
- Дејан Ловрен, фудбалер (Хрватска)
- Бранимир Хргота, фудбалер (Шведска)
- Јасмин Бурић, фудбалер — голман
- Милорад Ратковић, бивши фудбалер — освајач Европског купа
- Синиша Убипариповић, бивши фудбалер (САД)
- Сенад Бркић, фудбалер
- Горан Барјактаревић, бивши фудбалер а данашњи фудбалски тренер
- Анте Будимир, фудбалер
- Иван Шуњић, хрватски фудбалер
- Давор Дуроњић, белгијски фудбалер

Кошаркаши
- Емир Мутапчић, бивши кошаркаш и кошаркашки тренер
- Зоран Савић, бивши кошаркаш — освајач олимпијског сребра, свјетски и европски шампион; генерални менаџер Барселоне (Шпанија)
- Менсур Бајрамовић, кошаркашки тренер и селектор Бх. репрезентације
- Џевад Алихоџић, кошаркаш
- Теоман Алибеговић, кошаркаш
- Кенан Бајрамовић, кошаркаш
- Емир Прелџић, кошаркаш
- Иван Опачак, кошаркаш
- Вања Плиснић, кошаркаш (Србија)
- Хасан Ризвић, кошаркаш (Словенија)
- Николина Грабовац, кошаркашица (Хрватска)

Рукометаши
- Заим Кобилица, рукометаш
- Емир Шахиновић, рукометаш
- Аднан Хармандић, рукометаш

Ватерполисти
- Зоран Јанковић, ватерполиста; златна медаља XIX Олимпијада — Мексико Сити 1968

Рагбисти
- Суад Капетановић, рагбиста, бивши играч РК Загреб, оснивач Рагби клуба Зеница (Челик, 5. март 1972), бивши тренер Рагби клуба Татра из Прага (Чешка)
- Енвер Имамовић Енко, рагбиста

Тенисери
- Мервана Југић-Салкић, тенисерка

Атлетичари
- Амел Тука, тркач на 800 м — првак Балкана и Дијамантске лиге у Монаку
- Хамза Алић, бацач кугле — балкански првак и освајач европског сребра
- Месуд Пезер, бацач кугле — бронзани на Медитеранским играма 2018
- Златан Сарачевић, атлетичар — европски шампион
- Елвир Крехмић, скакач увис — бх. рекордер

Скијаши
- Ото Ланг, скијашка легенда и амерички филмски продуцент
- Игор Лајкерт, босанскохерцеговачки алпски скијаш

Стријелци
- Мирјана Хорват, стријелац
- Срећко Пејовић, стријелац, свјетски рекордер
- Сања Синановић, стријелац
- Амир Љуца, стријелац, стрељачки тренер

Каратисти
- Дамир Чичак, бх. репрезентативац — вишеструки државни и вицепрвак свијета
- Семир Хамзић Сепа, истакнути спортиста, тренер — оснивач школе „Хасен до” (HaSe Karate DO)

Џудисти
- Нихад Мехмедовић сенсеи, џудиста, тренер; црни појас 3. дан (Канада)

Шахисти
- Емир Диздаревић, један од најбољих бх. шахиста — велемајстор 1982, 1988
- Срђан Панзаловић, шахиста

Спортски радници
- Јозо Мандић, фудбалски судија

Остали
- Амер Смаилбеговић, космонаут
- Анто Шакић, први човјек који је освојио Мон Блан уз помоћ штака[112]
- Жељко Стапић, професор физике, инжињер машинства, магистар физике, магистар и доктор техничких наука; рокер — гитариста и пјевач
- Милица Јокановић, правница и квизоманка
- Јосип Куревија, хрватски пјесник и новинар
- Семир Османагић, псеудоархеолог
- Наташа Мирковић, пјевачица и глумица
- Јован Ћулибрк, епископ пакрачко-славонски
- Божо Маркотић, католички свештеник
- Миливој Чекада, римокатолички свештеник
- Каролина Миљак, римокатоличка монахиња
- Сенад Подојак, учач Курана
- Алмедин Имшировић, покераш
- Миро Бајрамовић, полицајац, војна личност и злочинац
- Стјепан Прњат, криминалац[113]

извор: 

## Градови-партнери
- Гелзенкирхен, Њемачка
- Хунедоара, Румунија
- Ускудар, Истанбул, Турска
- Каршијака, Измир, Турска
- Лулео, Шведска
- Залаегерсег, Мађарска
- Фјоренцуола д’Арда, Италија
- Велес, Македонија
- Јајце, БиХ[115]

## Галерија
- Мапа плана града
- Чаршија, центар; шопинг Босанка
- Босанско народно позориште
- Градска кафана близу БНП-а
- Зграда старе Општине
- Поглед кроз жицу из Пехара
- Сахат-кула на Камберовића пољу
- Булевар Кулина бана, близу стадиона Билино поље
- Булевар и ријека Босна
- Зимски пејзаж са Змајевца
- Зимски пејзаж са пута према Сметовима, црква и болница у првом плану
- Коњска чесма
- Хаџи-Мазића кућа
- Уобичајена архитектура, Лонџа
- Фонтана на Угловници
- Мокре улице са новом и првом икада бициклистичком стазом
- ГГМ
- Бус и гробље
- Меморијал преко пута Турбета
- Ентеријер Сејменске џамије ноћу
- Меч ФК Челик — ФК Сарајево
- Графит ФК Челика на Јалији
- Други ватромет* (*оба на затварању 2. ЗСФ)
- Графит Смрт фашизму
- Че/Челик игра ријечи
- Стара радња
- Срушени монументални брод на Царини
- Историјска слика